# Frédéric IV de Holstein-Gottorp
Frédéric IV de Holstein-Gottorp (en allemand : Friedrich IV von Holstein-Gottorf), né le 18 octobre 1671 au château de Gottorf et mort le 19 juillet 1702 lors de la bataille de Kliszów, est duc de Schleswig-Holstein-Gottorp de 1695 à 1702.

## Famille
Il est le fils de Christian-Albert de Holstein-Gottorp et de Frédérique-Amélie de Danemark.

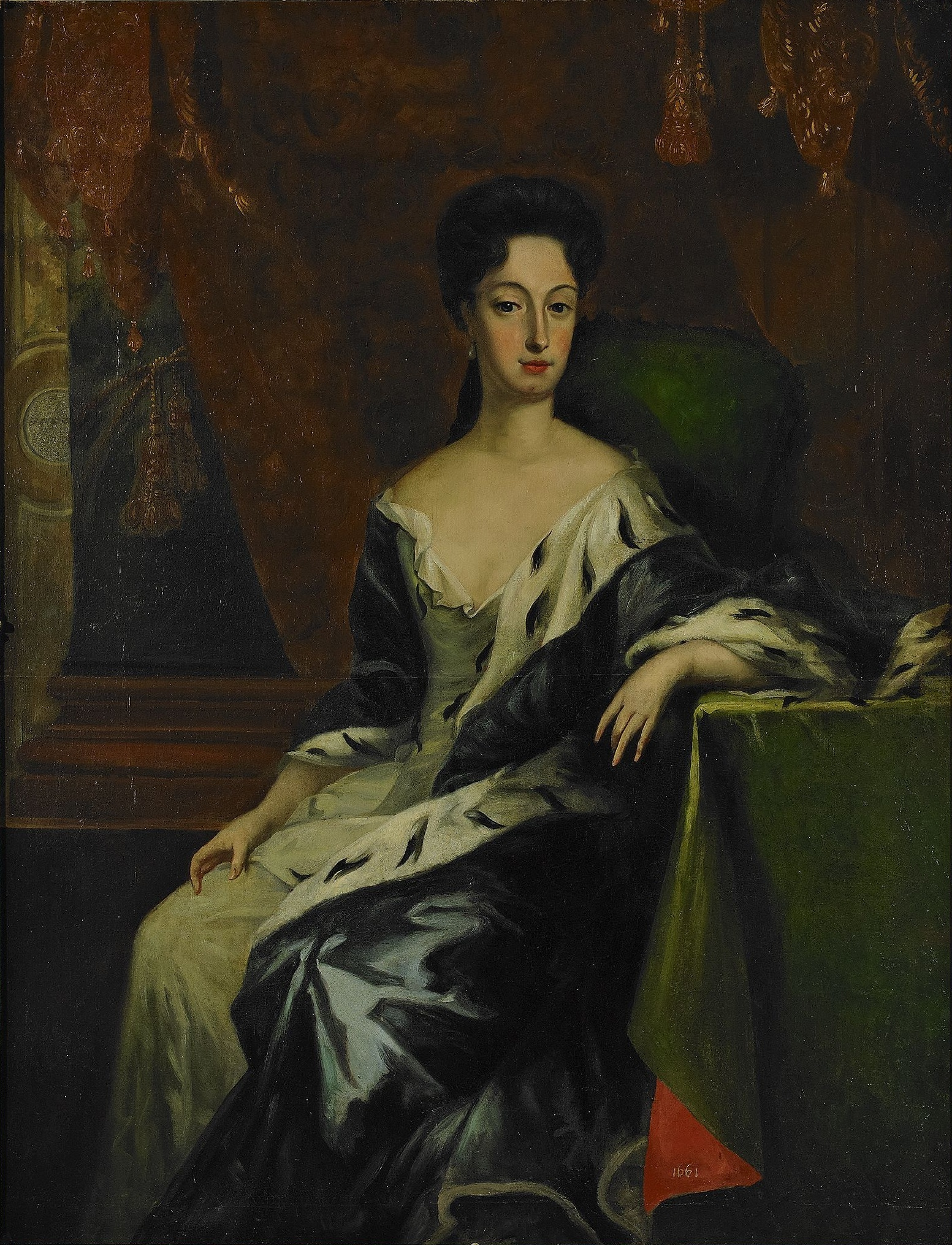
Sophie Hedwige de Suède

Le 12 mai 1698, Frédéric IV de Holstein-Gottorp épouse sa cousine Edwige-Sophie de Suède (1681-1708), fille du roi de Suède Charles XI et d'Ulrique-Éléonore de Danemark.
Un enfant naît de cette union :
- Charles-Frédéric de Holstein-Gottorp, duc de Schleswig-Holstein-Gottorp.

## Biographie
Il est élevé avec son cousin le futur roi de Suède Charles XII.
Le 6 janvier 1695, Frédéric IV succède à son père. Plus intéressé par les affaires militaires que la gestion de son duché, il laisse le gouvernement de ses États à Magnus de Wedderkop, ancien professeur à Kiel et à Jean Louis Pincier, son ancien gouverneur. Il accueille des soldats suédois sur son territoire et entame la construction de nouveaux forts. Il signe une alliance en février 1696 en son nom et en celui du roi de Suède avec l'électeur de Brunswick-Lunebourg dont le but est l'abolition du lien d'union entre le Danemark et le duché de Schleswig-Holstein-Gottorp. Pour ce faire, l'électeur de Brunswick-Lunebourg s'engage à fournir à Frédéric IV 4 800 hommes à pied et 1 200 cavaliers.
Continuant son activité diplomatique, il signe le 14 mai 1696 à La Haye, une alliance avec la Grande-Bretagne et la République des Provinces-Unies par laquelle il promet de fournir deux régiments de gardes à cheval de 570 hommes chacun et deux régiments de 880 hommes chacun pour la guerre contre la France. Afin d'éviter la guerre qui se profile entre le duché de Schleswig-Holstein-Gottorp et le royaume du Danemark, des conférences s'ouvrent à Hambourg où il est décidé le 28 avril 1696 la réunion d'un congrès où il serait étudié les prétentions de chacun. Celui-ci s'ouvre le 24 août suivant à Pinneberg, mais sans résultat, Frédéric IV continuant ses fortifications déjà entamées.
Le roi de Danemark Christian V fait entrer ses troupes dans le Holstein et fait détruire deux forts. C'est alors que meurt Charles XI, auquel succède son fils Charles XII. L'amitié qui lie le roi de Suède au duc de Schleswig-Holstein-Gottorp, incite ce dernier à radicaliser ses positions. Son mariage avec la sœur de Charles XII accomplit l'alliance des deux États.
Frédéric IV reprend alors ses fortifications et devient généralissime de toutes les troupes suédoises en Allemagne. S'estimant en position de force, il rejette les propositions de paix du roi de Danemark qui meurt peu après. Le nouveau roi de Danemark Frédéric IV, déclare alors, en mars 1700, la guerre au Holstein. Les troupes danoises entrent dans les États du duc de Schleswig-Holstein-Gottorp et rasent les forts de Husum, Eiderstedt, Northditmarsen et Schwabstedt. Le château de Gottorp, berceau de la dynastie, tombe à son tour. Le 22 avril, la forteresse de Tönning, place principale du duc, est assiégée.
Cette première partie de la guerre est une totale déconvenue pour Frédéric IV, mais la situation va vite évoluer en sa faveur. Charles XII envoie alors à son beau-frère 8 000 soldats qui rejoignent les troupes hanovriennes et hollandaises de l'électeur de Brunswick-Lunebourg. Les troupes danoises lèvent le siège de Tönning le 2 juin et retournent au Danemark.
Pendant ce temps, les flottes anglaise et hollandaise rejoignent la flotte suédoise au port de Gothebourg. Le 20 juillet, les trois flottes se positionnent au large de Copenhague et bombardent la ville. Charles XII débarquant le 5 août avec 9 000 hommes réaffirmant sa volonté de défendre le duc de Holstein, son allié.
Frédéric IV de Danemark doit accepter une prompte paix : le 18 août 1700, à Traventhal, le duc de Holstein obtient la réaffirmation de sa souveraineté sur son duché, le droit d'entretenir une armée de 6 000 hommes et une indemnité de 260 000 rixdalers.

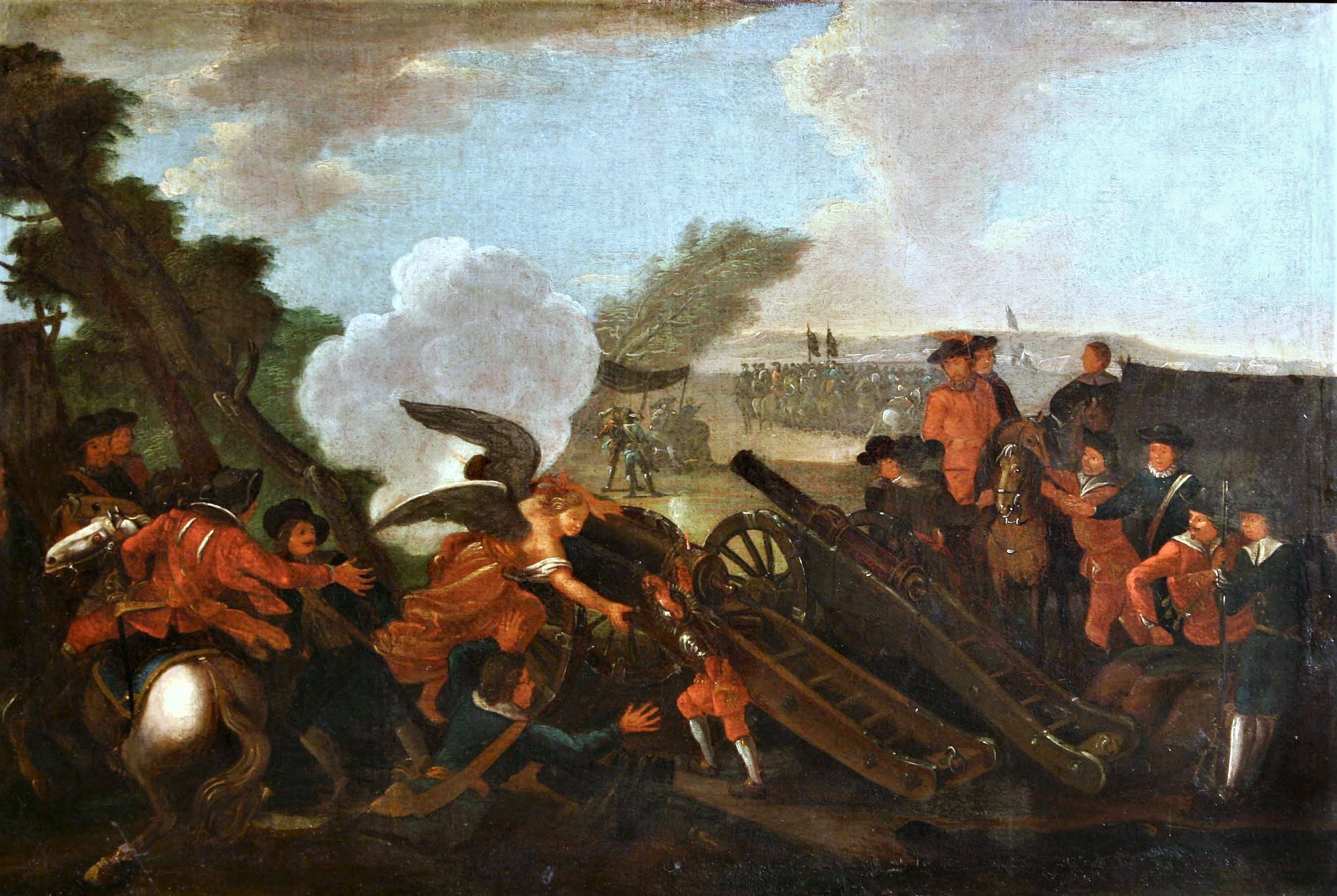
Bataille de Klissow

La paix rétablie avec le Danemark, Frédéric IV rejoint alors son beau-frère qui entame une campagne en Pologne et participe à la bataille de Kliszów où le 19 juillet 1702 s'affrontent la Suède et la Saxe lors de la grande guerre du Nord. Commandant de la cavalerie suédoise, il est emporté par un boulet de canon et meurt deux heures plus tard.
Son fils et successeur, Charles-Frédéric de Holstein-Gottorp, étant encore mineur, son oncle Christian-Auguste de Holstein-Gottorp assure la régence en son nom. Il est inhumé le 19 décembre 1702 en la cathédrale de Schleswig.
Frédéric IV de Holstein-Gottorp est le grand-père paternel de Pierre III.

## Généalogie
Frédéric IV de Holstein-Gottorp appartient à la première branche de la Maison d'Oldenbourg-Russie (Holstein-Gottorp-Romanov) issue de la première branche de la Maison de Holstein-Gottorp, elle-même issue de la première branche de la  Maison d'Oldenbourg. Il est l'ascendant de l'ancien chef de la Maison impériale de Russie (1992-2014), le grand-duc Nicolas Romanovitch de Russie.